# Saint-Rémy-de-Chargnat
Saint-Rémy-de-Chargnat é uma comuna francesa na região administrativa de Auvérnia-Ródano-Alpes, no departamento Puy-de-Dôme. Estende-se por uma área de 6,17 km². Em 2010 a comuna tinha 589 habitantes (densidade: 95,5 hab./km²).